# Nicolas Ullens de Schooten
 (juillet 2025).
Nicolas Ullens de Schooten, né en 1965, est un ancien agent de la Sûreté de l’État belge, connu pour avoir été inculpé de l’assassinat de sa belle-mère, Myriam Ullens de Schooten, baronne et entrepreneuse philanthropique, en mars 2023.
Auparavant, il s’était fait connaître pour avoir accusé publiquement Didier Reynders, alors Ministres des Affaires étrangères, de corruption et de blanchiment d'argent.

## Conflit familial et meurtre de Myriam Ullens
Nicolas Ullens appartient à la famille noble Ullens de Schooten.
Fils du baron Guy Ullens de Schooten et de la première épouse de celui-ci, Micheline Franckx, il se serait senti exclu dans la gestion du patrimoine familial. Il reprochait à sa belle-mère Myriam et à ses demi-frères et sœurs d’avoir bénéficié d’avantages matériels conséquents.
Le 29 mars 2023, à Ohain (commune de Lasne, Brabant wallon), après une dispute familiale, Nicolas aurait suivi la voiture dans laquelle se trouvaient son père et sa belle-mère, puis aurait tiré six fois sur cette dernière, la tuant sur le coup. Le baron Guy Ullens a, pour sa part, été légèrement blessé. Nicolas Ullens s’est spontanément rendu à la police peu après, et a reconnu les faits,.
En juin 2025, la chambre des mises en accusation de Bruxelles a ordonné son renvoi en Cour d'assises, ainsi que son maintien en détention sous le régime du bracelet électronique.

## Accusations visant Didier Reynders
En 2019, un an après avoir quitté ses fonctions à la Sûreté de l’État, Nicolas Ullens a accusé publiquement Didier Reynders, alors Ministres des Affaires étrangères, de corruption et de blanchiment d'argent. S’appuyant sur ses enquêtes passées, Nicolas Ullens affirme, sans apporter de preuve, que Didier Reynders serait au cœur d’un réseau de corruption et de blanchiment. Épaulé par un proche conseiller, Jean-Claude Fontinoy, M. Reynders serait mêlé à divers dossiers de marchés publics frauduleux.